# WHOPES
World Health Organization (WHO) Pesticide Evaluation Scheme (WHOPES), en llengua catalana: Programa d'Avaluació de Plaguicides de l'Organització Mundial de la Salut és un organisme públic creat l'any 1960 per tal d'establir normes i estàndards per als plaguicides i la salut pública.
El seu objectiu és que les seves espicificacions puguin ser usades per a proporcionar un punt de referència internacional perquè els productes plaguicides puguin ser jutjats sia per a intencions reguladores o per als acords comercials.